# خورخه اولگین
خورخه اولگین (انگلیسی: Jorge Olguín؛ زادهٔ ۱۷ مهٔ ۱۹۵۲) یک بازیکن فوتبال اهل آرژانتین است.
از باشگاه‌هایی که در آن بازی کرده‌است می‌توان به سن لورنزو، اتلتیکو ایندپندینته و آرژانتینوس جونیورز اشاره کرد.
وی همچنین در تیم ملی فوتبال آرژانتین بازی کرده‌است.